# Emneord
Emneord er ord, der handler om et emne i en tekst, og som kan findes velegnede til emneindeksering og emnesøgning.
Principielt er alle ord brugbare i en fritekstsøgning, men normalt fraregnes fyldord som ubestemte og bestemte artikler, forholdsord og lign. ubetydelige ord.
Blandt de mest egnede emneord er navneord – hvor man dog gør klogt i at vælge en bestemt navneform (ental eller flertal) – egennavne, herunder person- og stednavn – samt tid.